# بنجامین تورن

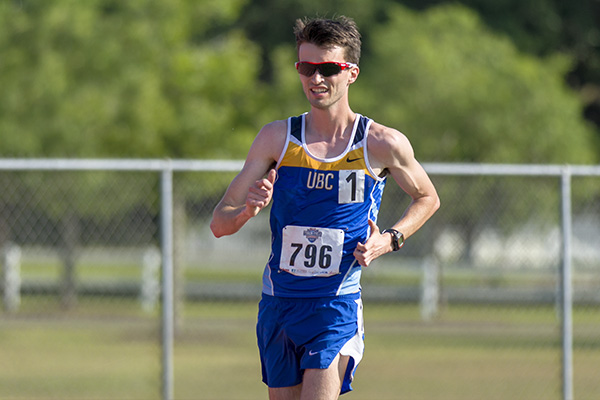
بنجامین تورن - ۲۰۱۵

بنجامین تورن (انگلیسی: Benjamin Thorne؛ زادهٔ ۱۹ مارس ۱۹۹۳) یک دونده پیاده‌روی سرعت اهل کانادا است. از افتخارات وی میتوان وی می‌توان به کسب مدال برنز ۲۰ کیلومتر پیاده‌روی سرعت در ۲۰۱۵ پکن اشاره کرد.